# Astronidium tomentosum
Astronidium tomentosum és una espècie de planta de flors pertanyent a la família Melastomataceae. És endèmica de Fiji amb dues colònies en Viti Levu. És un rar arbust o petit arbre que creix en una àrea restringida de la província Namosi en Viti Levu entre els 600 i 1200 msnm d'altura.

## Font
- World Conservation Monitoring Centre 1998. Astronidium tomentosum. 2006 IUCN Xarxa List of Threatened Species. Baixat el 20-08-07.